# Femris
Femris est une localité du comté de Nordland, en Norvège.

## Géographie
Administrativement, Femris fait partie de la kommune de Gildeskål.